# Miroslav Radačovský
Miroslav Radačovský (geboren am 24. September 1953 in Ľutina) ist ein slowakischer Politiker und ehemaliger Richter. Von 2019 bis 2024 war er Mitglied des Europäischen Parlaments.
Radačovský studierte Jura an der Pavol-Jozef-Šafárik-Universität in Košice. Von 1981 bis 1990 arbeitete er am Landgericht von Košice. Von 1990 bis zu seiner Pensionierung 2018 war er Vorsitzender des Amtsgerichts in Poprad.
2019 kandidierte er als Parteiloser auf der Liste der rechtsextremen Ľudová strana Naše Slovensko (ĽSNS) zum Europaparlament. Bei der Wahl erreichte ĽSNS 12,1 Prozent der Stimmen und damit zwei Mandate – eines davon entfiel auf Radačovský. Er ist Mitglied des Ausschusses für Beschäftigung und Soziales sowie der Delegationen für die Russische Föderation und Moldawien.
Am 20. Februar 2021 wurde Radačovský zum Vorsitzenden der neu gegründeten Partei Slovenský PATRIOT gewählt.